# فصیح خوافی
احمد بن جلال‌الدین محمد، معروف به فصیح خوافی (۷۷۷- بعد از ۸۴۵ ق)، تاریخ‌نگار و شاعر سدهٔ نهم هجری است.
خاندان او اهل خواف بودند و خود در هرات به دنیا آمد و ظاهراً در همان‌جا نشو و نما یافت. وی در خدمت شاهرخ و پسرش بایسنقر عهده‌دار مشاغل دولتی بود. در ۸۳۶ ق مورد غصب واقع شد و معزول گشت. در دوران معزولی به تألیف کتاب مشهور خود «مجمل فصیحی» پرداخت.
مجمل‌التواریخ معروف به مجمل فصیحی، خلاصهٔ تاریخ جهان از هبوط آدم تا زمان نگارش کتاب است.